# Кампманн, Мартин
Ма́ртин Ка́мпманн Фре́дериксен (дат. Martin Kampmann Frederiksen; 17 апреля 1982, Орхус) — датский боец смешанного стиля, представитель средней и полусредней весовых категорий. Выступал на профессиональном уровне в период 2003—2013 годов, известен по участию в турнирах таких бойцовских организаций как UFC, M-1 Global, KOTC, Cage Warriors, владел титулом чемпиона Cage Warriors в среднем весе.

## Биография
Мартин Кампманн родился 17 апреля 1982 года в городе Орхус области Центральная Ютландия. В возрасте восьми лет начал заниматься борьбой, затем в четырнадцать лет перешёл в карате и практиковал это восточное единоборство в течение двух лет. Позже освоил тайский бокс и традиционный бокс, выступал в этих дисциплинах на любительском уровне. В 2000 году увлёкся грэпплингом и вскоре решил попробовать себя в ММА.

### Начало карьеры
Прежде чем перейти в профессионалы, Кампманн провёл девять поединков на любительском уровне, выиграв из них восемь. Среди профессионалов дебютировал в феврале 2003 года, в местном промоушене победил своего соперника техническим нокаутом в первом же раунде. В дальнейшем ездил драться в Англию, Швецию и столицу Копенгаген. Первое в карьере поражение потерпел в октябре 2004 года, когда принял участие в гран-при среднего веса M-1 Global в Санкт-Петербурге и на стадии полуфиналов проиграл российскому самбисту Андрею Семёнову — в середине первого раунда врач решил, что датчанин не может продолжить поединок.
В 2005 году Кампманн одержал победу на турнире King of the Cage, после чего дважды выступил в английском промоушене Cage Warriors, где завоевал и защитил титул чемпиона в средней весовой категории. Также в этот период отметился победой на турнире World Fighting Alliance.

### Ultimate Fighting Championship
Имея в послужном списке девять побед и только лишь одно поражение, в 2006 году Кампманн привлёк к себе внимание крупнейшего американского промоушена Ultimate Fighting Championship. В первых четырёх поединках благополучно прошёл своих соперников, в том числе получил бонус за лучший приём вечера, однако в сентябре 2008 года проиграл техническим нокаутом Нейту Марквардту. После этого поражения он решил спуститься в полусредний вес, и это решение принесло свои плоды — последовали две победы, в частности раздельным решением судей он победил бывшего чемпиона WEC Карлоса Кондита.
В 2009 году Кампманн должен был встретиться с Майком Суиком, и предполагалось, что победитель этого боя станет официальным претендентом на титул чемпиона, принадлежавший Жоржу Сен-Пьеру. Тем не менее, Суик травмировался, и в соперники датчанину достался Пол Дейли — поскольку Дейли являлся новичком организации, бой утратил статус претендентского. В итоге Кампманн проиграл техническим нокаутом в первом раунде. После двух побед потерпел два поражения спорными судейскими решениями, сначала от Джейка Шилдса, потом от Диего Санчеса — во втором случае поединок был признан лучшим боем вечера.
В конце 2011 года Мартин Кампманн раздельным решением судей взял верх над Риком Стори, в 2012 году в поединке с Тиагу Алвисом получил бонус за лучший приём вечера, а после победы над Джейком Элленбергером получил бонус за лучший нокаут вечера. На турнире в Монреале Кампманн за 46 секунд был нокаутирован Джони Хендриксом. Последний раз дрался в октагоне UFC в августе 2013 года, когда в матче-реванше с Карлосом Кондитом потерпел поражение техническим нокаутом. Несмотря на поражение, получил бонус за лучший бой вечера.

### Завершение карьеры
В начале 2014 года Кампманн заявил о решении взять перерыв в своей профессиональной карьере и перестал участвовать в боях. Позже стало известно, что он работает тренером на полной ставке в команде Team Alpha Male в городе Сакраменто. В январе 2016 года датчанин подтвердил, что окончательно завершил карьеру профессионального спортсмена, и уже никогда не вернётся в бои.
Впоследствии неоднократно участвовал в турнирах по покеру. Женат, есть двое сыновей. Дружит с такими известными бойцами как Рэнди Кутюр и Рэй Сефо, которые в течение некоторого времени исполняли роль его тренеров.

## Статистика в профессиональном ММА
| Боёв 27          | Побед 20 | Поражений 7 |
| ---------------- | -------- | ----------- |
| Нокаутом         | 8        | 5           |
| Сдачей           | 7        | 0           |
| Решением         | 4        | 2           |
| Дисквалификацией | 1        | 0           |

| Результат | Рекорд | Соперник          | Способ                       | Турнир                                 | Дата             | Раунд | Время | Место                   | Примечание                             |
| --------- | ------ | ----------------- | ---------------------------- | -------------------------------------- | ---------------- | ----- | ----- | ----------------------- | -------------------------------------- |
| Поражение | 20–7   | Карлос Кондит     | TKO (руки и колени)          | UFC Fight Night: Condit vs. Kampmann 2 | 28 августа 2013  | 4     | 0:54  | Индианаполис, США       | Лучший бой вечера.                     |
| Поражение | 20–6   | Джони Хендрикс    | KO (удар рукой)              | UFC 154                                | 17 ноября 2012   | 1     | 0:46  | Монреаль, Канада        |                                        |
| Победа    | 20–5   | Джейк Элленбергер | TKO (удары коленями)         | The Ultimate Fighter 15 Finale         | 1 июня 2012      | 2     | 1:40  | Лас-Вегас, США          | Лучший нокаут вечера.                  |
| Победа    | 19–5   | Тиагу Алвис       | Сдача (гильотина)            | UFC on FX: Alves vs. Kampmann          | 3 марта 2012     | 3     | 4:12  | Сидней, Австралия       | Лучший приём вечера.                   |
| Победа    | 18–5   | Рик Стори         | Раздельное решение           | UFC 139                                | 19 ноября 2011   | 3     | 5:00  | Сан-Хосе, США           |                                        |
| Поражение | 17–5   | Диего Санчес      | Единогласное решение         | UFC Live: Sanchez vs. Kampmann         | 3 марта 2011     | 3     | 5:00  | Луисвилл, США           | Лучший бой вечера.                     |
| Поражение | 17–4   | Джейк Шилдс       | Раздельное решение           | UFC 121                                | 23 октября 2010  | 3     | 5:00  | Анахайм, США            |                                        |
| Победа    | 17–3   | Паулу Тиагу       | Единогласное решение         | UFC 115                                | 12 июня 2010     | 3     | 5:00  | Ванкувер, Канада        |                                        |
| Победа    | 16–3   | Джейкоб Волкманн  | Сдача (удушение ниндзя)      | UFC 108                                | 2 января 2010    | 1     | 4:03  | Лас-Вегас, США          |                                        |
| Поражение | 15–3   | Пол Дейли         | TKO (удары руками)           | UFC 103                                | 19 сентября 2009 | 1     | 2:31  | Даллас, США             |                                        |
| Победа    | 15–2   | Карлос Кондит     | Раздельное решение           | UFC Fight Night: Condit vs. Kampmann   | 1 апреля 2009    | 3     | 5:00  | Нашвилл, США            |                                        |
| Победа    | 14–2   | Александре Баррос | TKO (удары руками)           | UFC 93                                 | 17 января 2009   | 2     | 3:07  | Дублин, Ирландия        | Дебют в полусреднем весе.              |
| Поражение | 13–2   | Нейт Марквардт    | TKO (удары руками)           | UFC 88                                 | 6 сентября 2008  | 1     | 1:22  | Атланта, США            |                                        |
| Победа    | 13–1   | Хорхе Ривера      | Сдача (гильотина)            | UFC 85                                 | 7 июня 2008      | 1     | 2:44  | Лондон, Англия          |                                        |
| Победа    | 12–1   | Дрю Макфедрис     | Сдача (треугольник руками)   | UFC 68                                 | 3 марта 2007     | 1     | 4:06  | Колумбус, США           | Лучший приём вечера.                   |
| Победа    | 11–1   | Талес Тейтес      | Decision (unanimous)         | The Ultimate Fighter 4 Finale          | 11 ноября 2006   | 3     | 5:00  | Лас-Вегас, США          |                                        |
| Победа    | 10–1   | Крафтон Уоллас    | Сдача (удушение сзади)       | UFC Fight Night 6                      | 17 августа 2006  | 1     | 2:59  | Лас-Вегас, США          |                                        |
| Победа    | 9–1    | Эдвин Агилар      | TKO (удары руками)           | WFA: King of the Streets               | 22 июля 2006     | 1     | 2:43  | Лос-Анджелес, США       |                                        |
| Победа    | 8–1    | Дэмиен Риккио     | Сдача (удушение сзади)       | CWFC: Strike Force 4                   | 26 ноября 2005   | 2     | 1:58  | Ковентри, Англия        | Защитил титул чемпиона в среднем весе. |
| Победа    | 7–1    | Мэтт Эвин         | Сдача (удары руками)         | CWFC: Strike Force 2                   | 16 июля 2005     | 1     | 2:45  | Ковентри, Англия        | Бой за титул чемпиона в среднем весе.  |
| Победа    | 6–1    | Брендан Сегуин    | KO (ногой в голову)          | KOTC: Warzone                          | 24 июня 2005     | 1     | 2:05  | Шеффилд, Англия         |                                        |
| Победа    | 5–1    | Мэтт Эвин         | TKO (остановлен секундантом) | HOP: Fight Night 2                     | 4 марта 2005     | 1     | 5:00  | Суонси, Уэльс           |                                        |
| Поражение | 4–1    | Андрей Семёнов    | TKO (остановлен врачом)      | M-1 MFC: Middleweight GP               | 9 октября 2004   | 1     | 1:21  | Санкт-Петербург, Россия | Полуфинал гран-при среднего веса.      |
| Победа    | 4–0    | Ксавье Фупа-Покам | DQ (запрещённый удар)        | EVT 2: Hazard                          | 4 апреля 2004    | 2     | 0:27  | Стокгольм, Швеция       |                                        |
| Победа    | 3–0    | Тони Вивас        | TKO (удары руками)           | EVT 1: Genesis                         | 6 декабря 2003   | 1     | 1:23  | Копенгаген, Дания       |                                        |
| Победа    | 2–0    | Дейв Джонс        | KO (удар коленом)            | XFC 2: The Perfect Storm               | 9 ноября 2003    | 1     | N/A   | Корнуолл, Англия        |                                        |
| Победа    | 1–0    | Герт Маннаэртс    | TKO (удары руками)           | Viking Fight 3: Rumble in the West     | 15 февраля 2003  | 1     | N/A   | Орхус, Дания            |                                        |